# Университетская улица (Казань)
Университетская улица (тат. Университет урамы) — улица в Вахитовском районе Казани, от Кремлёвской улицы до Право-Булачной улицы, за Батуринским мостом через Булак имеет продолжением улицу Парижской Коммуны.
Начинается от главного здания Казанского университета, по которому и получила своё название.
Улица круто спускается (перепад высот до 15 м) от зданий университетского комплекса до Профсоюзной улицы.

## История
В 1989 году строительство на Университетской улице здания концертно-спортивного комплекса — КСК «УНИКС» (проект выполнила архитектор О. А. Кашинцева) завершило формирование университетской площади. Решённый единым объемом комплекс состоит из концертной и спортивной зон. Проект комплекса творчески использовал перепад высот в 13,5 метров между проезжими частями улиц Университетской и Пушкина.

## Достопримечательности
- № 2 — Бывшая единоверческая церковь Спаса Преображения
- № 2/53 — памятник архитектуры 1851 года постройки
- № 6 — Музей социалистического быта[2]
- № 7 — гостиница «Шаляпин Палас»
- № 9 — Музей счастливого детства[3]
- № 10 — Историческая аптека[4]
- № 12/23 — жилой дом управления тепловых сетей.[5]
- № 16 — гостиница «Hayal»

## Известные жители
- Кафиль Амиров, прокурор Республики Татарстан

## Галерея
- Главный корпус КГУ. Фасад по Университетской улице
- Бывшая единоверческая церковь Спаса Преображения
- Банк
- Музей социалистического быта
- Музей счастливого детства
- Историческая аптека
- Ресторан